# Colombia durante la Primera Guerra Mundial
La Primera Guerra Mundial fue una guerra entre 1914 y finalizada en 1918 y Colombia se declaró neutral, aunque no fue totalmente ajena al conflicto.

## 1914-1917

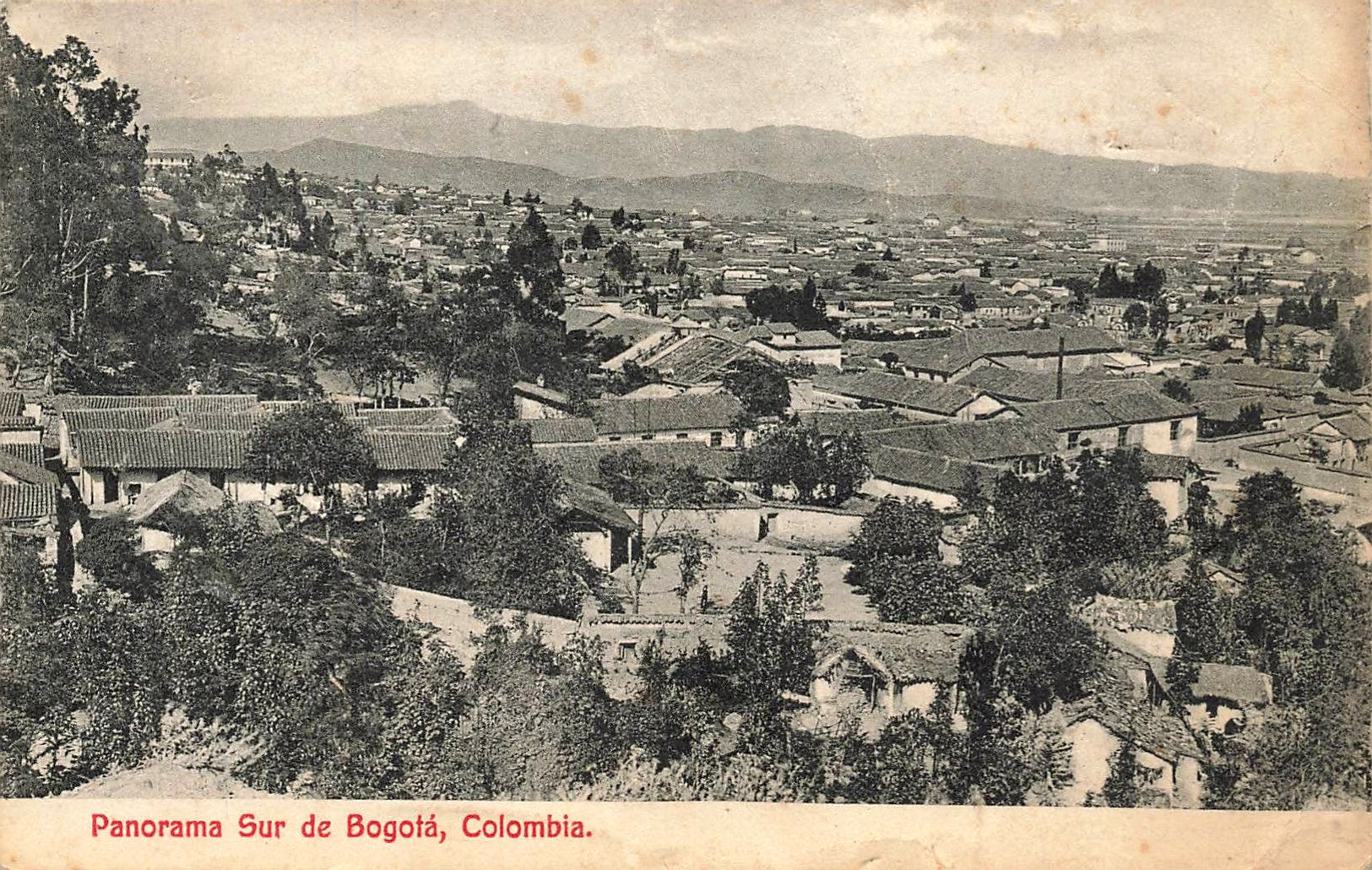
Vista del sur de Bogotá, la capital de Colombia, en el año 1910.

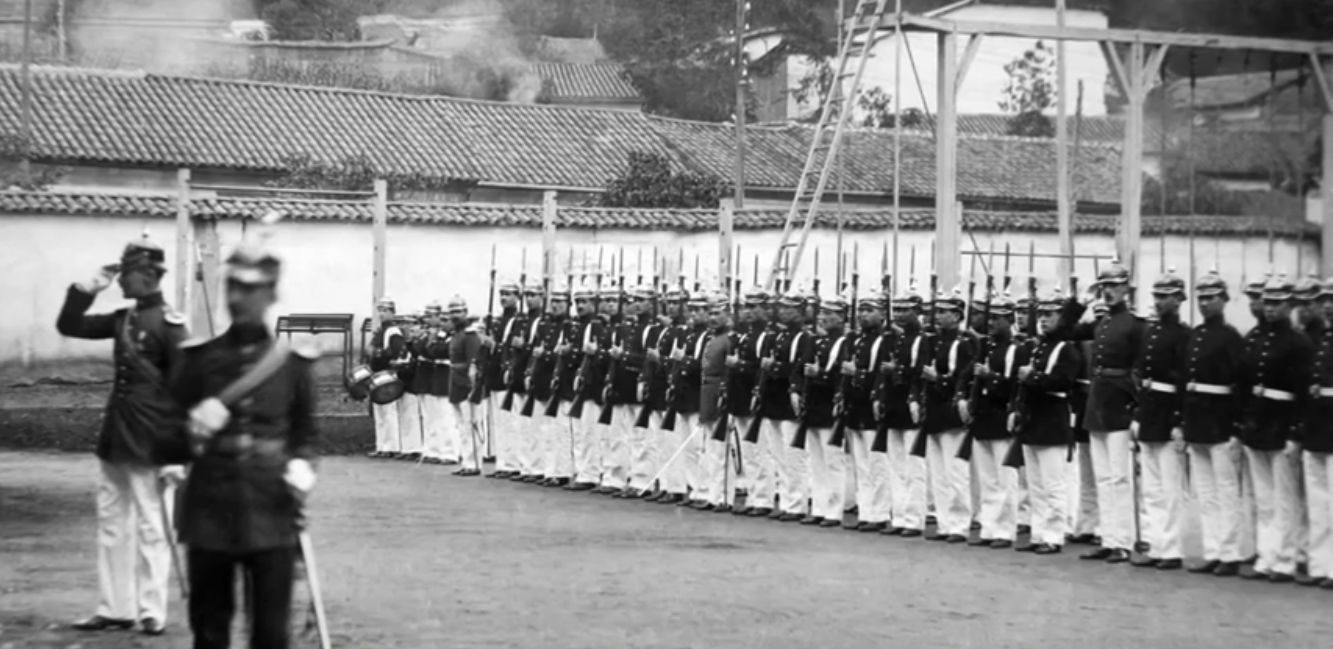
Grupo de cadetes y oficiales del Ejército colombiano en el año 1910.

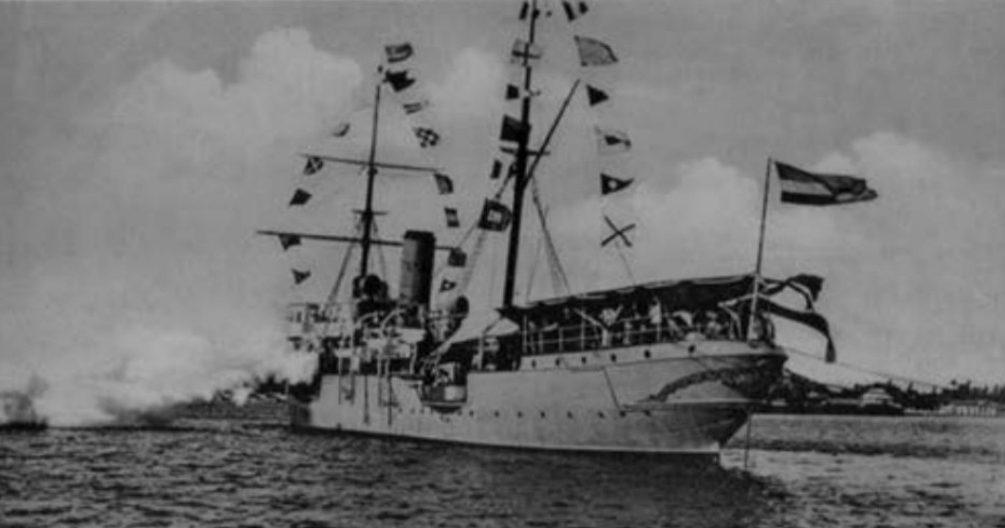
El crucero de la Armada colombiana Cartagena, a principios del.

En los días en los que comenzaba la Primera Guerra Mundial, el gobierno de José Vicente Concha se posesionó y nombró como canciller a Marco Fidel Suarez.
Aunque estos dos siempre mantuvieron relaciones conflictivas y sus temperamentos eran muy opuestos, pero al compartir partido político, tuvieron que verse obligados a "convivir".
Cuando el conflicto estalló, se evidenció que la posición geográfica en la que estaba Colombia la hacía adecuada para las comunicaciones telegráficas, pero al mismo tiempo, también estaba sujeta a las presiones de los países. El gobierno declaró que el país se mantendría neutral en el conflicto.
Esto desconcertó a algunos aliados que contaban con que el país los ayudaría en el conflicto. Y el desconcierto fue mayor cuando el mapa de su territorio fue examinado y se constató la extensión de sus costas y su vecindad con el Canal de Panamá que estaba recién inaugurado.
En Latinoamérica, otros países también eran neutrales, pero las condiciones que tenía Colombia eran algo atípico, no solo por su antipatía por los Estados Unidos y su avenencia por los alemanes que tenían una colonia inversora.
José Vicente Concha Ferreira, ordenó la emisión de unos bonos llamados Bonos de la Tesorería Nacional para que los ciudadanos pagarán sus impuestos y otros asuntos. Además se ordenó disminuir los gastos estatales, fueron suspendidas las obras públicas y aplazados los auxilios para las empresas públicas, colegios y escuelas.

## 1917: Entrada de Estados Unidos al conflicto
Cuando los Estados Unidos entraron en la "Gran Guerra" en el año de 1917, algunos países de Suramérica los ayudaron, otros cortaron relaciones diplomáticas, y el resto, incluida Colombia, permaneció neutral.
Se dispararon los cultivos de arroz, trigo, cacao y tabaco. Sin embargo, estos esfuerzos no alcanzaron para suplir la demanda nacional, lo que hizo que subieran los precios de esos artículos y esto causara inflación.

## 1919: Final de la guerra
Después de la guerra, Colombia ya no tuvo confianza en el modelo europeo y comenzó a buscar una vía hacia el futuro. Esto no sólo afectó a la clase dominante, sino también a los estudiantes. Se inicia la aviación en Colombia al empezar Avianca a operar vuelos. Colombia pasó de la influencia de Francia e Inglaterra a la de Estados Unidos. Varios colombianos combatieron en la guerra y otros se verían en medio de la misma.

## Colombianos en la guerra
Muchos colombianos participaron de manera anónima y murieron en la Primera Guerra Mundial:
- Juan Manuel Aldana, teniente hijo del cónsul Colombiano en Cardiff y educado en Gran Bretaña, quien murió durante la ofensiva de Arras en 1917 mientras que era parte del Regimiento de Worcestershire.
- Carlos Gonzales, un soldado raso de Barranquilla sirviendo en los Fusileros reales de Northumberland, quien también falleció en 1917.
- Hernando de Bengoechea, poeta colombo-francés nacido en Paris. Participó en la legión Francesa Foránea (debido a que no quería cambiar su pasaporte colombiano a uno francés) e hizo poemas en francés sobre su experiencia en la guerra, las trincheras, Paris, Francia y su deseo por ser intelectual, estos poemas están recopilados en un volumen titulado Les Crépuscules du matin. Murió en La ofensiva de Artois.
- Benjamín Echeverri Márquez, soldado del Ejército colonial francés.
- Henrique Rochereaux, prisionero en el campo de oficiales n° 2 en Westfalia.
- Louis Convers, prisionero luego de la batalla del “Chemin des dames”, en mayo de 1918.
- Alejandro Cruz Gaitán quien se declaró de origen tulueño y que por su aspecto teutónico y hablar alemán fue hecho prisionero acusado de ser espía alemán.[7]
- José Alarcón. Estudiante en Lieja que combatió al lado de los belgas.
- Rafael (o Raúl) Navarro Ospina. Nieto del expresidente Mariano Ospina Rodríguez, y teniente del ejército nacional. Se alistó en el ejército francés.
- Jorge Fety Restrepo. Colombofrancés. Condecorado con la Cruz de Guerra.
- Manuel Velásquez González.
- Julio Gilede. Condecorado con la Cruz de Guerra, y casi ciego por el estallido de una granada, regresó a Bogotá. (‘El Diario Nacional’, 12 de febrero de 1916).
- Eduardo Scioville y Juan de Brettes. Colombianos en la guerra (‘El Gráfico’, 25 de noviembre de 1916).
- Pedro Touchet. Murió combatiendo en la línea de fuego. Era hijo de Alfonso Touchet, residente en Bogotá.
- Alberto Collas. Regresó a Bogotá tras ser herido de gravedad en la batalla de Loos.
- Gonzalo Forero Sarmiento. Murió en el frente occidental. Era de Sogamoso.
- Eduardo Silva Rueda. Condenado a muerte en París por espiar a favor de los alemanes. (‘Gil Blas’, 16 de diciembre de 1918).[8]